# Fogueira

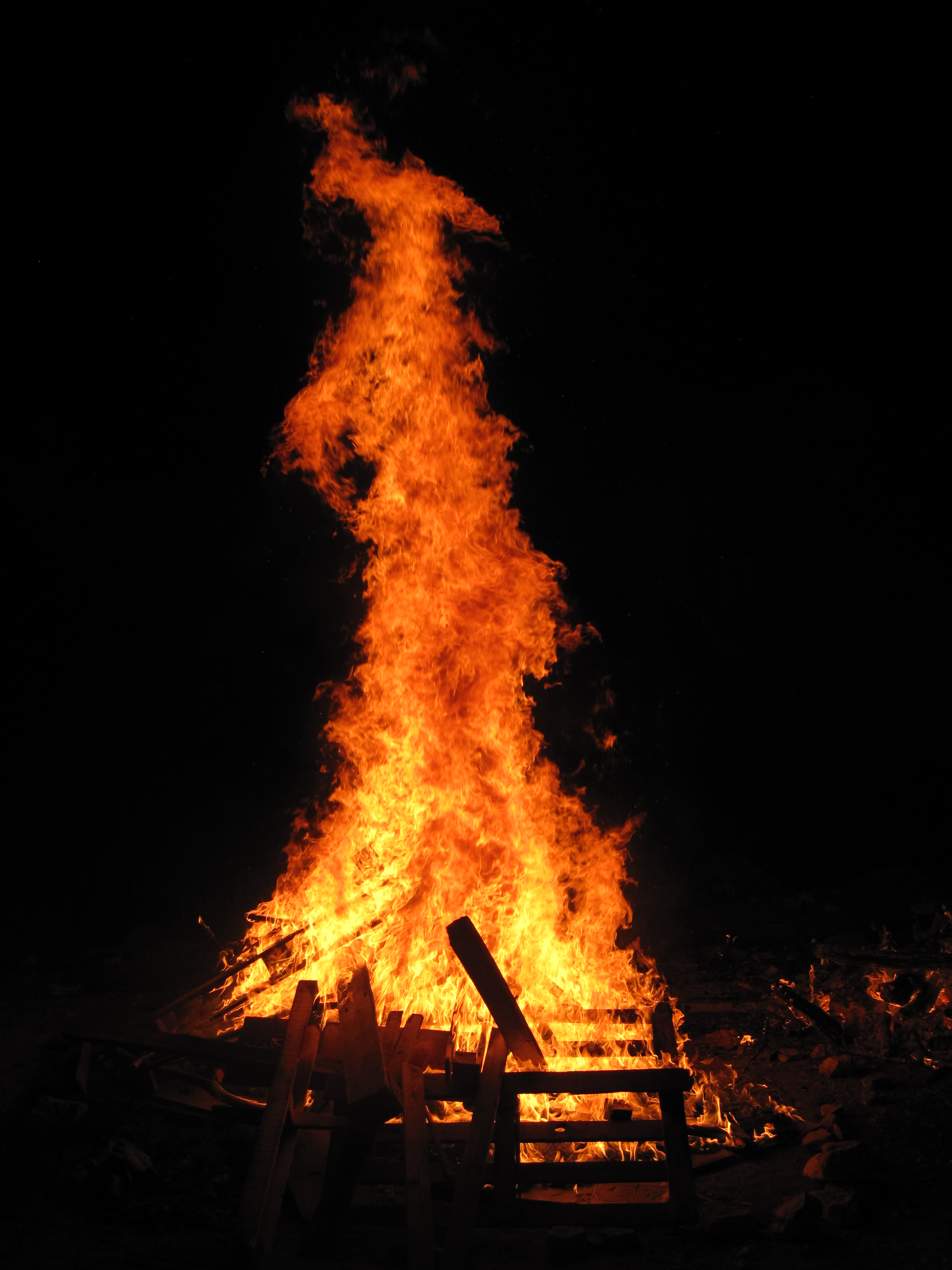
Fogueira do Lag BaÔmer

Uma fogueira é um conjunto de qualquer material que possa arder em chamas, seja individualmente, como a  lenha, seja na composição de dois ou mais componentes, como madeira e papel, por exemplo. Com diversos objetivos, pode servir  para promover aquecimento, cozer alimentos, manter animais selvagens afastados, práticas de rituais religiosos, ritos pagãos, festas e divertimento.
Já foi utilizada como método de aplicação de pena de morte. Durante os dois últimos séculos da idade média e os dois primeiros da idade moderna, tornou-se comum a aplicação de pena de morte na fogueira por crimes como heresia e bruxaria, primeiro pela Igreja Católica; depois, largamente, pelas igrejas protestantes.
No Brasil, é muito comum o acendimento de fogueiras durante as comemorações da festas juninas, sobretudo na noite de São João. A fogueira de São João tem raízes antigas nos festivais pagãos do solstício de verão, celebrados por povos camponeses da Europa, como os celtas, germânicos, nórdicos, gregos e romanos. Essas comunidades acendiam grandes fogueiras para celebrar o auge da luz solar, pedir proteção contra maus espíritos, agradecer a fertilidade da terra e renovar a energia do ciclo de vida.
Com o tempo, a Igreja Católica cristianizou essas festas, aproximando-as do calendário religioso: o dia 24 de junho foi escolhido para comemorar o nascimento de São João Batista, situado seis meses antes do Natal e associado ao solstício de verão no hemisfério norte.
Na verdade, Natal (nascimento de Jesus) e Festa de São João (nascimento de João Batista) não têm datas precisas. Sabe-se que João Batista nasceu meses antes de seu primo Jesus Cristo. Por isso, a Igreja associou seus nascimentos, respectivamente, aos solstícios de Inverno (Saturnália) e o de Verão. Deve-se destacar que não é comum celebrar a data de nascimento de um santo (geralmente desconhecidas), mas, a sua data de falecimento. O nascimento de João Batista é uma exceção associada à cristianização do festival do solstício de Verão.
Portanto, a fogueira de São João é um símbolo sincrético que conserva a herança dos antigos rituais pagãos do solstício de verão, redefinido dentro do contexto cristão como homenagem ao nascimento de São João Batista — uma poderosa síntese cultural entre o sagrado e o ancestral.
Em Portugal também é comum acender fogueiras nas noites de véspera dos santos populares, onde os jovens saltam a fogueira como manda a tradição. Diz-se que quem saltar a fogueira, em número ímpar de saltos e no mínimo três vezes, fica por todo o ano protegido de todos os males.